# Merochlorops sinensis
Merochlorops sinensis är en tvåvingeart som först beskrevs av Yang 1994.  Merochlorops sinensis ingår i släktet Merochlorops och familjen fritflugor.
Artens utbredningsområde är Yunnan (Kina). Inga underarter finns listade i Catalogue of Life.